# Едмунд Ландау
Едмунд Георг Херман Ландау (на немски: Edmund Georg Hermann Landau) е германски математик и автор на повече от 250 труда за Теория на числата.

## Биография
Роден е в Берлин в богато еврейско семейство. Бащата Леополд Ландау, е гинеколог. Майката Йоана Якоби е от известна немска банкова фамилия.
Завършва математика в Берлинския университет и защитава докторат през 1899 година.
Работи в Берлинския университет от 1899 до 1909 и е професор в Гьотингенския университет от 1909 до принудителното му напускане, изгонен от нацисткия режим през 1933 година.
Следващите години преподава само извън пределите на Германия.